# 大方廣學會
大方廣學會（英語：Mahavaipulya Buddhist Association）是由台大校友楊崑生、林淑貞夫婦繼1990年於美國加州洛杉磯創辦妙音讀書會後於1993年10月成立以佛學教育為主，以學術為輔的組織。大方廣學會傳授佛學導論、金剛經講解、心經講解與靜坐等課程。由於林淑貞與藏傳佛教噶舉派的淵緣，大方廣學會會址亦是菩提道佛學中心─洛杉磯分會的道場。

## 創辦人
楊崑生由於幼年喪母，早有向佛之心。1965年考入台大電機系，加入台大佛學社團 ── 晨曦學社，1966年參加台中李炳南老師所主持之「慈光講座」，奠定佛學入門根基。為訓練邏輯思維，徹底鑽研佛學，大二自電機系轉入數學系。自大三開始，應晨曦學社社長之請，楊昆生主持1967、1968年佛學概要研討會各10次。楊崑生畢業後入台大數學研究所攻讀。適逢方東美教授在台大哲學系開「魏晉玄談」、「隋唐大乘佛學」等課。楊崑生恭逢其盛，旁聽「隋唐大乘佛學」一課，大開眼界，因而對佛學中之問題與探討之方向，有很大的收穫。1969年與陳大雄主講晨曦學社讀書會唯識組3次。後留學美國哥倫比亞大學取得統計碩士學位。
林淑貞高中時就經常出入汐止的慈航堂。高三上學期，從理工組轉入人文組，並以哲學系為升大學的第一志願。1966年考入台大哲學系，同時也參加了晨曦學社。次年參加台中李炳南老師所主持之「慈光講座」，得到有系統的啟蒙。講座完畢後南下高雄縣佛光山參訪。林淑貞在佛光山獨自靜居了兩週，興起出家之念，曾向星雲法師表達留山出家的想望，雖然未獲應允，但星雲法師仍特別單獨傳授了皈依戒。大二暑假，再度南下高雄縣佛光山，參加第二屆佛學夏令營，被指定為學員長。大學三年級，當選晨曦學社副社長，四年級下學期，繼任晨曦學社社長、公開募書提升圖書組書量、品質。1974年，攜女赴紐約與楊崑生團聚。1980年，藏傳佛教噶舉派（白教）第十六世大寶法王，在紐約州北部伍德斯托克（Woodstock）舉行黑寶冠法會。林淑貞前往經歷了這次法會和大寶法王的灌頂，之後開始有學密教的念頭。同年的秋天，楊崑生、林淑貞全家回到台灣。當時白教(噶舉派)的第十四世昆吉夏瑪仁波切由尼泊爾派遣兩位喇嘛常駐台灣，1983年林淑貞與洪肅賢女士於台北共同創立台北噶舉佛學會，作為兩位喇嘛的常駐道場，並開辦一系列的課程，如佛學導論、藏文、四加行、觀音法等。由此機緣林淑貞得到夏瑪仁波切和蔣貢康楚仁波切的親自指導。1985年全家再到美國之後，楊崑生、林淑貞改業從商，但林淑貞仍不時前往尼泊爾與印度進修 。

## 出版物
書籍
- 菩提道 － 賈‧切卡瓦‧耶希‧多杰 之《修心七要》論釋，夏瑪仁波切著，林淑貞中譯[4]。

教學光碟
- 佛學導論
- 金剛經講解
- 心經講解
- 百法明門論講解
- 八識規矩頌講解
- 三十唯識頌講解
- 維摩結所說經講解
- 解深密經講解

## 菩提道佛學中心─洛杉磯分會
菩提道佛學中心是由第十四世昆吉夏瑪仁波切所創之跨國性禪修團體。洛杉磯分會即位於大方廣學會的會址。